# ЗМЗ-514
ЗМЗ-514 — дизельный двигатель производства Заволжского моторного завода.

## История создания
Впервые техническое задание на проектирование дизельного двигателя для Заволжского моторного завода поступило в 1978 году. Предполагался 2,3-литровый турбодизель с чугунным блоком цилиндров расчетной мощностью 80-90 л. с. В последующие 15 лет было создано несколько различных опытных образцов, однако они в производство не пошли. В 1993 году было принято решение о создании дизельного двигателя на основе перспективного бензинового 406 мотора. 30 ноября 1995 года был запущен первый двухлитровый 105-сильный 406Д.10, ставший базой для создания современного ЗМЗ-514. На дальнейшую доводку новый двигатель был отправлен в Англию специалистам фирмы «Рикардо», после проведённых испытаний конструкция головки блока цилиндров была кардинально изменена.
Первая опытно-промышленная партия моторов ЗМЗ-514 была собрана в 2002 году для установки на Газели. Но из-за нестабильного качества комплектующих и сложности соблюдения точности обработки деталей на самом заводе серийное производство к началу 2004 года было свёрнуто. Однако работы по доведению нового двигателя продолжались. Была изменена конструкция блока, шатунов, цепей ГРМ и других деталей, и в ноябре 2005 года в цехе малых серий Заволжского моторного завода вновь началось производство дизелей под индексом ЗМЗ-5143. С 2006-го эти моторы стали серийно устанавливаться на UAZ Hunter.
В 2012 году был освоен выпуск ЗМЗ-51432.10 CRS с системой топливоподачи Common Rail, отвечающим экологическим требованиям Евро-4. Данные двигатели устанавливаются на легковые и грузопассажирские автомобили УАЗ Patriot, Hunter, Pickup и Cargo.
В октябре 2016 года глава холдинга Sollers Вадим Швецов заявил, что УАЗ исключает из гаммы внедорожников «Патриот» дизельную версию, поскольку отечественный мотор ЗМЗ-514 не пользуется достаточным спросом.
В сентябре 2023 года было объявлено о завершении производства данного мотора. Причина - высокая зависимость от поставок импортных деталей, которые перестали попадать на российский рынок из-за санкций. Так же косвенной причиной послужил и низкий спрос на ЗМЗ-514: последние несколько лет моторы выпускались, по сути, на заказ.

## Конструкция
Непосредственный впрыск топлива в камеры сгорания, четыре клапана на цилиндр, турбонаддув, интеркулер.
Ресурс двигателя заявлен в 250 тыс. км.